# ماينارد هاريسون سميث
ماينارد هاريسون سميث (بالإنجليزية: Maynard Harrison Smith)‏ هو عسكري أمريكي، ولد في 19 مايو 1911 في كارو في الولايات المتحدة، وتوفي في 11 مايو 1984.